# Plochtchad Marksa (métro de Novossibirsk)
Plochtchad Marksa (en russe : Площадь Маркса et en anglais : Ploshchad Marksa) est une station de la ligne Leninskaïa du métro de Novossibirsk.
Mise en service en 1991, elle est desservie par les rames de la ligne Leninskaïa.

## Situation sur le réseau

Plan du métro (2017).

Établie en souterrain, la station Plochtchad Marksa, est la station terminus sud de la Ligne Leninskaïa du métro de Novossibirsk. Elle est située entre la station Stoudentcheskaïa, en direction du terminus nord Zaïeltsovskaïa.
Elle dispose d'un quai central encadré par les deux voies de la ligne.

## Histoire
La station Plochtchad Marksa est mise en service le 28 juillet 1991. La station est due aux architectes V. Kozliaev, S. Morjakov, E. Malykhine.

## Services aux voyageurs

### Desserte
Plochtchad Marksa est desservie par les rames de la ligne Leninskaïa.

Installations et desserte
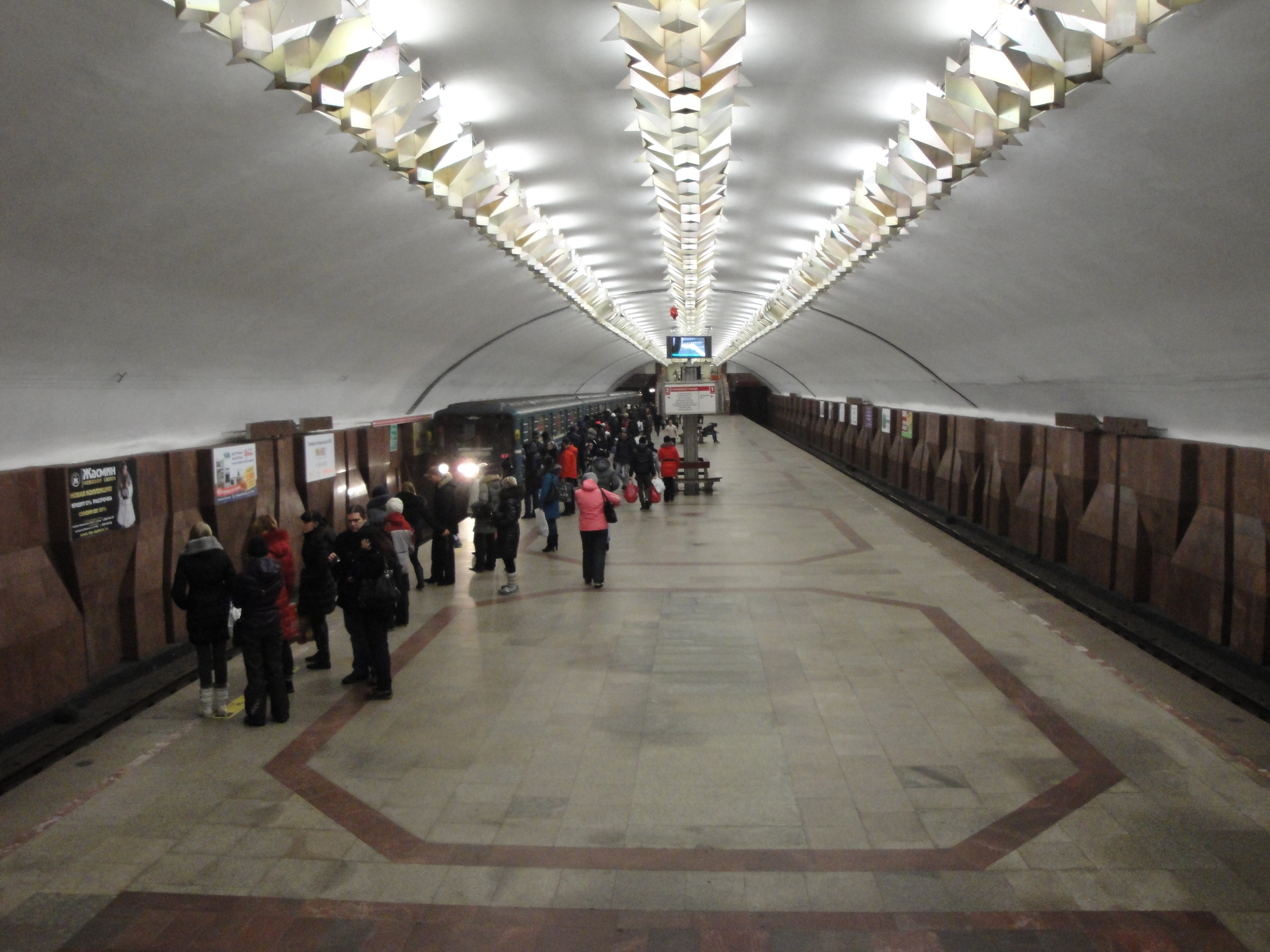
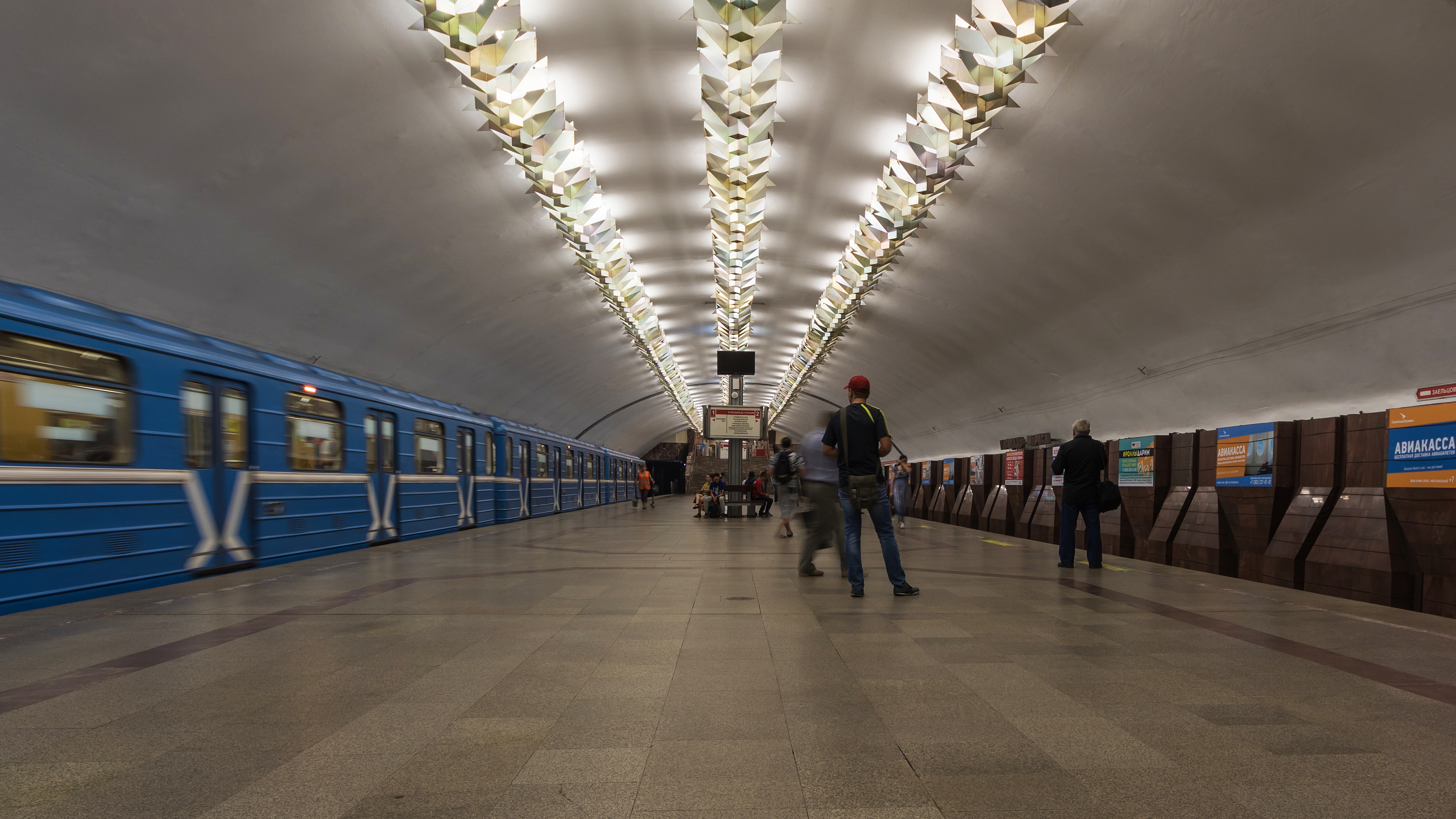